# Jindřich Svoboda (astronom)
Jindřich Svoboda (13. července 1884, Volyně – 15. května 1941, Praha) byl profesorem základů vyšší matematiky a sférické astronomie na Českém vysokém učení technickém v Praze. V akademickém roce 1935–1936 byl jeho rektorem.

## Život
Po maturitě na gymnáziu v Písku pokračoval ve studiu na filosofické fakultě Univerzity Karlovy. Na doktora filosofie byl promován 13. 4. 1908. Matematiku studoval u profesora Jana Sobotky, teoretickou fyziku u profesora Františka Koláčka. Doktorát získal obhajobou práce Bahnelemente des Planeten 1906/601 (Dráha planetky UN 1906/601, planetka byla později pojmenována Nerthus). krátce působil jako pedagog na gymnáziu. Záhy se stal asistentem Františka Nušla. Pracoval především na hvězdárně bratří Fričů na Ondřejově. Prací o sférické astronomii se v roce 1911 habilitoval jako docent. V roce 1912 byl jmenován mimořádným profesorem a v roce 1924 řádným profesorem matematiky a astronomie na Českém vysokém učení technickém v Praze. Ve třech funkčních obdobích zastával funkci děkana Vysoké školy speciálních nauk při ČVUT. V akademickém roce 1935–1936 byl rektorem ČVUT.
Články v denním tisku přispíval k popularizaci astronomie. Mezi jeho žáky patřili například Zdeněk Horák či Vladimír Guth.

### Soukromý život a občanské postoje
Již jako student se angažoval ve vlasteneckém krajinském spolku Prácheň (byl jeho předsedou). Starostou spolku zůstal i poté, co dostudoval. Byl členem i dalších spolků: Jihočeští akademici, Svatobor a Sportovní klub Volyně. 20. srpna 1921 se oženil s Jiřinou Joštovou (*1901), dcerou pražského zlatníka.
Po okupaci Československa se spolu s manželkou zapojil do odboje. Zabýval se opatřováním falešných dokladů pro stíhané osoby. Dne 6. června 1940 byl spolu se svou manželkou zatčen. Opakované věznění mu podlomilo zdraví a v polovině května 1941 zemřel. Je pohřben na hřbitově ve Volyni.

## Dílo
Zabýval se především studiem komet a meteorických rojů. Na toto téma vypracoval asi čtyřicet prací. Vyslovil hypotézu, že meteorické roje vznikají rozpadem komet.
Rovněž se zabýval konstrkukcí astronomických přístrojů. Tyto jeho konstrukce a vynálezy byly odměněny diplomy na mezinárodních výstavách v Paříži v roce 1935 a 1937.

### Ocenění díla
- titul důstojníka Řádu čestné legie  IV. třída
- čestný člen Société astronomique de France
- čestný člen Die Astronomische Gesellschaft, Německo

## Spisy
- Bahnelemente des Planeten 1906 UN/601. Berliner astr. Jahrbuch 1911.
- Výpočet radiantu roje meteoritů z elementů dráhy komety a důkaz souvislosti Aquarid a Orionid s kometou Halleyovou. Rozpravy České akademie, tř. II., roč. 23., č. 3, Praha 1914.
- O tvaru meteorického roje komety Halleyovy. Rozpravy České akademie, tř. II., roč. 23., č. 21, Praha 1914.
- Grafické řešení dráhy meteoru pomocí hodografu. Rozpravy České akademie, tř. II., roč. 24., č. 7, Praha 1915.
- O stabilitě jádra komety, která se pohybuje v kuželosečce libovolné excentricity kolem Slunce. Rozpravy České akademie, tř. II., roč. 26., č. 36, Praha 1918.
- De la stabilité du moyau ďune coměte tourant autour du Soleil suivant une conique ďexcentricité arbitraire. Bulletin international de PAcademie des Sciences de Bohéme, Prague 1923.
- Měřeni zeměpisné šířky bez libely. Zeměměřičský věstník, sv. 12, str. 65 a 84, Brno 1924.
- Reprodukční metody k stanovení doba letu meteoritů. Věstník VI. sjezdu čsl. přírodozpytců, lékařů a inženýrů, díl III., Praha 1928.
- Astronomie sférická. Praha 1924.
- Optika geometrická. Praha 1930.
- Aíumukantar s lomeným dalekohledem. Zeměměřičský věstník 24, Brno 1936.
- Význam astronomie pro poznání prostoru, času a hmoty. ČVUT Praha 1936, též Říše hvězd 17, Praha 1936.
- Les essais expérimentaux du calcul dfune radiant du courant météorique de trajets observés. Comptes Rendus du Congrěs international des mathématisciens, Oslo 1936.
- Experimentálni stanoveni osobni chyby u cirkumzenitálu. Časopis pro pěstování mathematiky a fysiky. 61, Praha 1938.
- Expérieces sur un météor artificiel. Publications de Observatoire de Ecole tchěque des hautes études techniques de Prague, vol. , No. 1, Praha 1939.
- Astronomie na české technice v Praze. In.: Sborník Z vývoje české technické tvorby, Praha 1940.
- Zenitová atrakce a denni aberace radiantu meteorického roje. Říše hvězd 22, str. 116, Praha 1941.